# Yong Sports Academy
El Yong Sports Academy, conocido como YOSA, es un equipo de fútbol de Camerún que milita en la Primera División de Camerún, la liga de fútbol más importante del país.

## Historia
Fue fundado en el año 2004 en la ciudad de Bamenda, en donde sus primera 5 temporadas las pasaron en la Liga Regional del Noroeste, hasta que en el 2008 ascendieron a la Segunda División de Camerún, liga en la que estuvieron sólo una temporada tras ascender a la máxima categoría en el 2009.
Se han mantenido en la parte intermedia de la y lograron su primer título importante, ganar la Copa de Camerún en la temporada 2013 tras vencer en la final al Canon Yaoundé 4-1 en penales tras quedar 0-0 en el tiempo regular.
Su primera participación en un torneo a nivel internacional fue en la Copa Confederación de la CAF 2014, en la cual fueron eliminados en la ronda preliminar al FC Kondzo del Congo.

## Palmarés
- Segunda División de Camerún Zona 3: 1

2008/09
- Copa de Camerún: 1

2013

## Participación en competiciones de la CAF
| Temporada | Torneo                       | Ronda      | Club       | Casa | Visita | Global  |
| --------- | ---------------------------- | ---------- | ---------- | ---- | ------ | ------- |
| 2014      | Copa Confederación de la CAF | Preliminar | FC Kondzo  | 3-1  | 0-2    | 3-3 (a) |
| 2017      | Copa Confederación de la CAF | Preliminar | Defence SC | 2-0  | 0-1    | 2-1     |
| 2017      | Copa Confederación de la CAF | 1          | CS Sfaxien | 1-1  | 0-5    | 1-6     |